# Панчехин, Виталий Иванович
Виталий Иванович Панчехин (род. 14 марта 1935, Ленинград  — 29 ноября 2012) — советский футболист, защитник, тренер. Мастер спорта СССР (1961).
Воспитанник ленинградского футбола. В 1950 году поступил в машиностроительный техникум при Кировском заводе, за команду которого стал играть; в 1953 году стал чемпионом Ленинграда среди юношей. Играл за юношескую сборную Ленинграда. В том же году был приглашён в «Зенит», сыграл один матч за дубль, но получил тяжёлую травму ноги. В 1954—1959 выступал в составе «Трудовых резервов». В классе «А» провёл две игры в конце августа 1956 года; в первом матче с «Динамо» (Москва) в гостях (5:0) забил мяч в свои ворота.
После окончания техникума стал работать конструктором на заводе «Энергия», где по инициативе ДСО «Динамо» была создана команда «Ждановец». В 1960 капитан Пачехин вместе с командой стал обладателем Кубка СССР для производственных коллективов, обыграв в финале в Луганске «Старт» из Чугуева.
В 1961—1963 годах провёл 38 игр в чемпионате за «Зенит». В 1964 в составе ленинградского «Динамо» закончил карьеру в командах мастеров. В 1965 году играл за клубную команду «Динамо», 20 следующих лет работал в ней тренером. Стал 8-кратным чемпионом Ленинграда и обладателем Кубка СССР для КФК (1979).
В 1980 заочно окончил техникум физической культуры и спорта профтехобразования. До 1993 года работал начальником технологического бюро цеха.

## Награды
- Медаль «В память 250-летия Ленинграда» (1957)
- Медаль «Ветеран труда» (1989)
- Грамота РФС «За заслуги в развитии отечественного футбола» (1997)